# Quey Firth

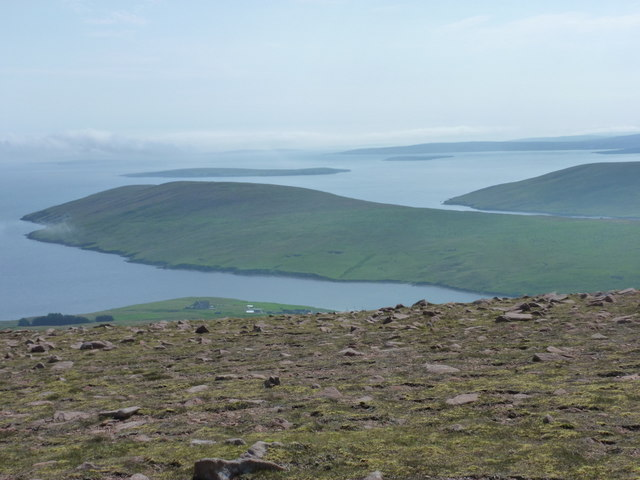
Blick von Norden auf die Bucht

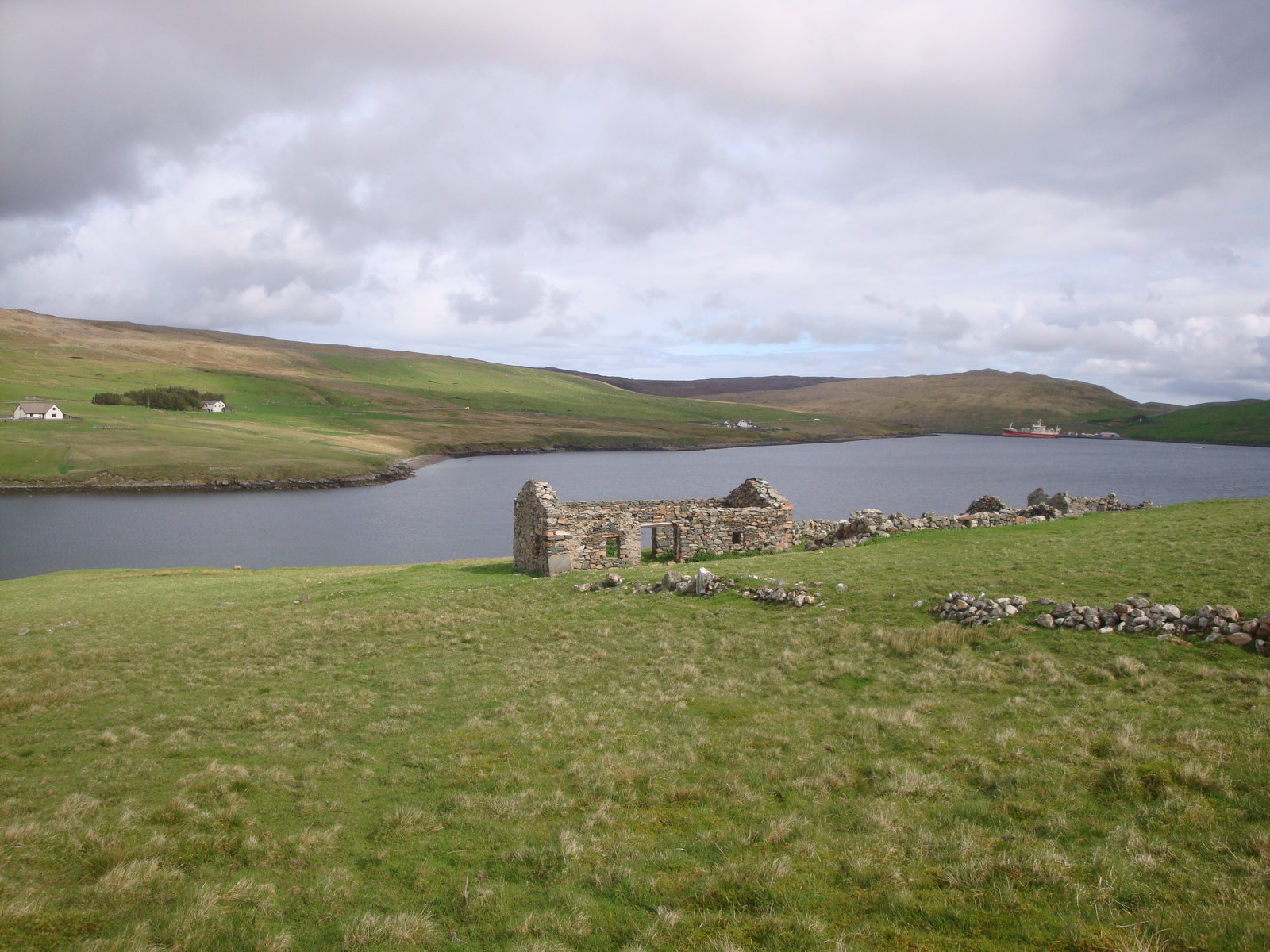
Blick von Süden auf die Bucht

Die Quey Firth ist eine Meeresbucht, die im Nordwesten der zu Schottland zählenden Shetlands liegt.

## Geographie
Die Quey Firth liegt im Osten der Halbinsel Northmavine, die einen nordwestlichen Ausläufer von Mainland bildet. Die schmale Bucht erstreckt sich vom Yell Sound nach Westen. Das nicht weit entfernt gelegene Gegenstück auf der westlichen Seite Northmavines ist die Ronas Voe.
Die Firth wird auf der Landseite ergänzt durch den See Loch of Queyfirth. An der stark zergliederten Küste folgen im Norden, getrennt durch die Halbinsel Ness of Queyfirth, die Colla Firth. Im Süden kommt, jenseits des Berges Back of Ollaberry, die Bay of Ollaberry. Der Bereich der Bucht ist nicht besiedelt, die nächsten Orte sind Collafirth im Norden und Ollaberry im Süden.

## Historisches
Im Rahmen der historischen Gliederung Schottlands in Civil Parishes zählt die Quey Firth zu Northmaven.